# آرتور مولفورد
آرتور مولفورد (انگلیسی: Arthur Mulford؛ زادهٔ January qtr. 1871) بازیکن فوتبال اهل بریتانیا است.
از باشگاه‌هایی که در آن بازی کرده‌است می‌توان به باشگاه فوتبال ساوت‌همپتون اشاره کرد.